# Gene Melchiorre
Gene "Squeaky" Melchiorre (né le 10 août 1927 à Highland Park, Illinois) est un ancien joueur américain de basket-ball de la NBA et fut le premier choix de la draft 1951.

## Débuts
Il fut le cinquième de six enfants nés d'un gardien qui déménagea sa famille de Joliet, Illinois à Highland Park en 1936. Malgré une faible stature physique, Melchiorre excellait dans tous les sports auxquels il s'essayait. Il joua au poste de wingback dans l'équipe de football de Highland Park, joueur de basket-ball, joueur de baseball, joueur de tennis, et dans les dernières années, golfeur.
Après avoir rejoint l'US Army, Melchiorre intégra l'équipe de basket-ball de Fort Sheridan, connue sous le nom de Ramblers, qui remporta 58 des 63 matches d'une période de deux années (1945-47).

## Université
Melchiorre joua au poste de meneur de jeu à l'Université Bradley de la saison 1947-48 jusqu'à la saison 1950-51. Mesurant seulement 1,75 m pour 75 kg, il se distinguait par la qualité de son jeu de passe et sa capacité à marquer. Lors de cette période, Bradley remporta 119 rencontres tout en s'inclinant à 22 reprises. Il participa à la fois au tournoi NIT et au tournoi final NCAA en 1950, où Bradley s'inclina face à CCNY dans les deux compétitions. Lors d'un match NIT en 1949, Melchiorre inscrivit 71 points, le record dans cette compétition qui tient toujours à l'heure actuelle.
Il fut nommé dans la première équipe de la Missouri Valley Conference à trois reprises, ainsi que dans la all-NIT team lors de son année junior. Lors de la saison 1951, il fut élu dans la première équipe de Associated Press, United Press International et de Colliers Magazine et sélectionné par le magazine Sports Album, comme l'un des deux meilleurs joueurs offensifs du pays. Il fut également diplômé en business administration.

### Le scandale des paris truqués
Melchiorre fut impliqué dans un énorme scandale de paris truqués en 1951 qui a impliqué 7 écoles et 32 joueurs à travers le pays et dut faire face à des accusations de violations du code pénal de l'État de New York. Le 24 juillet 1951, Melchiorre et quatre de ses coéquipiers ont admis avoir triché lors des matches contre l'Université Saint Joseph à Philadelphie en 1951 et contre l'Université d'État d'Oregon à Chicago .
Melchiorre et deux de ses coéquipiers plaidèrent coupables à New York. Alors qu'ils étaient sous la menace d'une peine de trois ans de prison, l'assistant du procureur décida d'une suspension.

## NBA
À l'issue de son cursus de quatre ans à Bradley et une suspension à la suite de ce scandale, Melchiorre participa à la Draft 1951 de la NBA. Il fut choisi au premier rang de la draft par les Baltimore Bullets. Melchiorre ne jouera cependant pas une seule minute en NBA. Sa participation au scandale le bannit à vie de la NBA et il perdit toutes ses distinctions en NCAA.

## Hors basket-ball
Il épousa Kay Boles en 1951. Il retourna dans sa ville natale de Highland Park au milieu des années 1950, travaillant dans un bureau de poste. Il travailla ensuite dans une compagnie d'assurances, dans une boutique de vêtements pour femmes et finalement créa sa société de transports. Il fut intronisé au Greater Peoria Sports Hall of Fame en 1996.